# Basale clade
Een basale clade is in de fylogenetische systematiek en de cladistiek een clade die zich vroeg in de fylogenie aftakt binnen een grotere clade en het zustertaxon is van een duidelijk soortenrijkere hoofdtak die niet veel eerder uitstierf. Een verdere reden een clade basaal te noemen kan gelegen zijn in het voorkomen van plesiomorfe of basale kenmerken in vergelijking met het zustertaxon of het eerder uitsterven. De basale clade wordt soms weergegeven aan de basis van een cladogram. Het basaal zijn is altijd relatief ten opzichte van een grotere clade: een groep die basaal is binnen de ene clade kan niet-basaal zijn in relatie tot een nog ruimere clade.
Om een voorbeeld te geven, het genus Neofelis neemt met twee soorten binnen de Pantherinae een basale plaats in ten opzichte van zijn zustertaxon, het meer soorten bevattende genus Panthera, zoals blijkt uit onderstaand cladogram: 

## Terminologie en kritiek
Het woord basaal krijgt tegenwoordig meestal de voorkeur boven de term primitief, die vroeger dezelfde betekenis had, omdat die associaties wekt met inferioriteit of een gebrek aan complexiteit, die vaak niet terecht zijn. 
Het tijdschrift Systematic Entomology bekritiseerde in 2004 het gebruik van terminologie zoals meest basaal omdat het van toevalligheden afhangt welke groep dat etiket krijgt. Een soortenrijke groep die vrijwel uitsterft om zich dan weer te herstellen zou met soortenrijkdom als criterium achtereenvolgens niet basaal, basaal en opnieuw niet basaal zijn. Erger is, volgens het tijdschrift, dat de etikettering bovendien afhankelijk is van de beschikbare kennis over een groep en van de keuze van het onderzoeksmateriaal. Onder omstandigheden kan de aanduiding meer zeggen over het onderzoek en de stand van de wetenschap dan over de bestudeerde groepen. De redactie stelt dat bij een evolutionaire afsplitsing beide takken per definitie even basaal zijn en aanvaardt de aanduiding basaal alleen voor de afsplitsing als zodanig: een splitspunt (node, knoop) is meer basaal als deze ouder is dan een latere splitsing.